# トップ・オブ・ザ・ワールド (テネシー州)
トップ・オブ・ザ・ワールド (Top of the World)、別名トップ・オ・ザ・ワールド (Top O' the World)、トップ・オブ・ザ・ワールド・エステート (Top of The World Estates) は、アメリカ合衆国テネシー州ブラウント郡の非都市地域にある非法人地域。

## 位置
このコミュニティは、イースト・テネシーのチローウィー山の山裾に広がるザ・フラッツ (The Flats) と称される地域に位置している。周辺の地形は起伏が多い。すぐ北西側をフットヒルズ・パークウェイが通っており、すぐ南東側にはグレート・スモーキー山脈国立公園の境界線が引かれている。この隣接する公園には、イエローパインや堅木類の自然林がある。制御できない山火事が発生する危険を抑えるため、制御された山焼きがおこなわれている。また、相当数のアメリカグマが生息している。
このコミュニティは、比較的孤立している。トップ・オブ・ザ・ワールドに繋がる唯一の道路であるフットヒルズ・パークウェイは、スクール・バスが通れる道となっている。コミュニティに繋がるこのほかの道路は、急峻で曲がりくねったものしかない。

## 歴史
この土地は、元々はチェロキー・ネイションの本拠地であったが、チェロキーたちの大部分は、1838年に涙の道をたどってオクラホマへと移住を強いられた。1837年には、5,000エーカー (2,000 ha)の土地の権利がダニエル・デイヴィス・フォートに与えられた。その一部を1960年代はじめに開発業者が買い取り、現在のトップ・オブ・ザ・ワールドが開発された。1965年6月に発行された『ノックスビル・ニュース・センティネル (Knoxville News Sentinel)』は、トップ・オブ・ザ・ワールド・エステートの建設を、ロイ・アンド・チャールズ・ヘドリック (Roy and Charles Headrick) が手がけていると報じている。このコミュニティは、1966年に建設されたダムによってできた広さ52.5-エーカー (21.2 ha)の人造湖であるレイク・イン・ザ・スカイを取り囲んでいる。

## コミュニティ
住民は、トップ・オブ・ザ・ワールド土地所有者協会 (the Top of the World Landowners' Association, TOWLA) に加入することができる。ブラウント郡消防地区 (The Blount County Fire Protection District) は、湖の東岸に位置するフラッツ・ロード5714番地 (5714 Flats Road) に第8分署を設けている。この消防署は、2012年3月23日に、TOWLAとブラウント郡消防地区が契約を結んだことで、正式に業務を開始した。地元には学校はひとつもない。このため、生徒たちはフットヒルズ・パークウェイを通るバスに乗って、近傍のウォランドまで通っている。トップ・オブ・ザ・ワールドには郵便局はない。最寄りの郵便局は、ウォランドにある。